# Championnat de Super Formula 2023
 (décembre 2023).
La mise en forme du texte ne suit pas les recommandations de Wikipédia : il faut le « wikifier ».
Les points d'amélioration suivants sont les cas les plus fréquents. Le détail des points à revoir est peut-être précisé sur la page de discussion.
- Les titres sont pré-formatés par le logiciel. Ils ne sont ni en capitales, ni en gras.
- Le texte ne doit pas être écrit en capitales (les noms de famille non plus), ni en gras, ni en italique, ni en « petit »…
- Le gras n'est utilisé que pour surligner le titre de l'article dans l'introduction, une seule fois.
- L'italique est rarement utilisé : mots en langue étrangère, titres d'œuvres, noms de bateaux, etc.
- Les citations ne sont pas en italique mais en corps de texte normal. Elles sont entourées par des guillemets français : « et ».
- Les listes à puces sont à éviter, des paragraphes rédigés étant largement préférés. Les tableaux sont à réserver à la présentation de données structurées (résultats, etc.).
- Les appels de note de bas de page (petits chiffres en exposant, introduits par l'outil «  Source ») sont à placer entre la fin de phrase et le point final[comme ça].
- Les liens internes (vers d'autres articles de Wikipédia) sont à choisir avec parcimonie. Créez des liens vers des articles approfondissant le sujet. Les termes génériques sans rapport avec le sujet sont à éviter, ainsi que les répétitions de liens vers un même terme.
- Les liens externes sont à placer uniquement dans une section « Liens externes », à la fin de l'article. Ces liens sont à choisir avec parcimonie suivant les règles définies. Si un lien sert de source à l'article, son insertion dans le texte est à faire par les notes de bas de page.
- La présentation des références doit suivre les conventions bibliographiques. Il est recommandé d'utiliser les modèles {{Ouvrage}}, {{Chapitre}}, {{Article}}, {{Lien web}} et/ou {{Bibliographie}}. Le mode d'édition visuel peut mettre en forme automatiquement les références.
- Insérer une infobox (cadre d'informations à droite) n'est pas obligatoire pour parachever la mise en page.

Pour une aide détaillée, merci de consulter Aide:Wikification.
Si vous pensez que ces points ont été résolus, vous pouvez retirer ce bandeau et améliorer la mise en forme d'un autre article.
Navigation
2022 2024

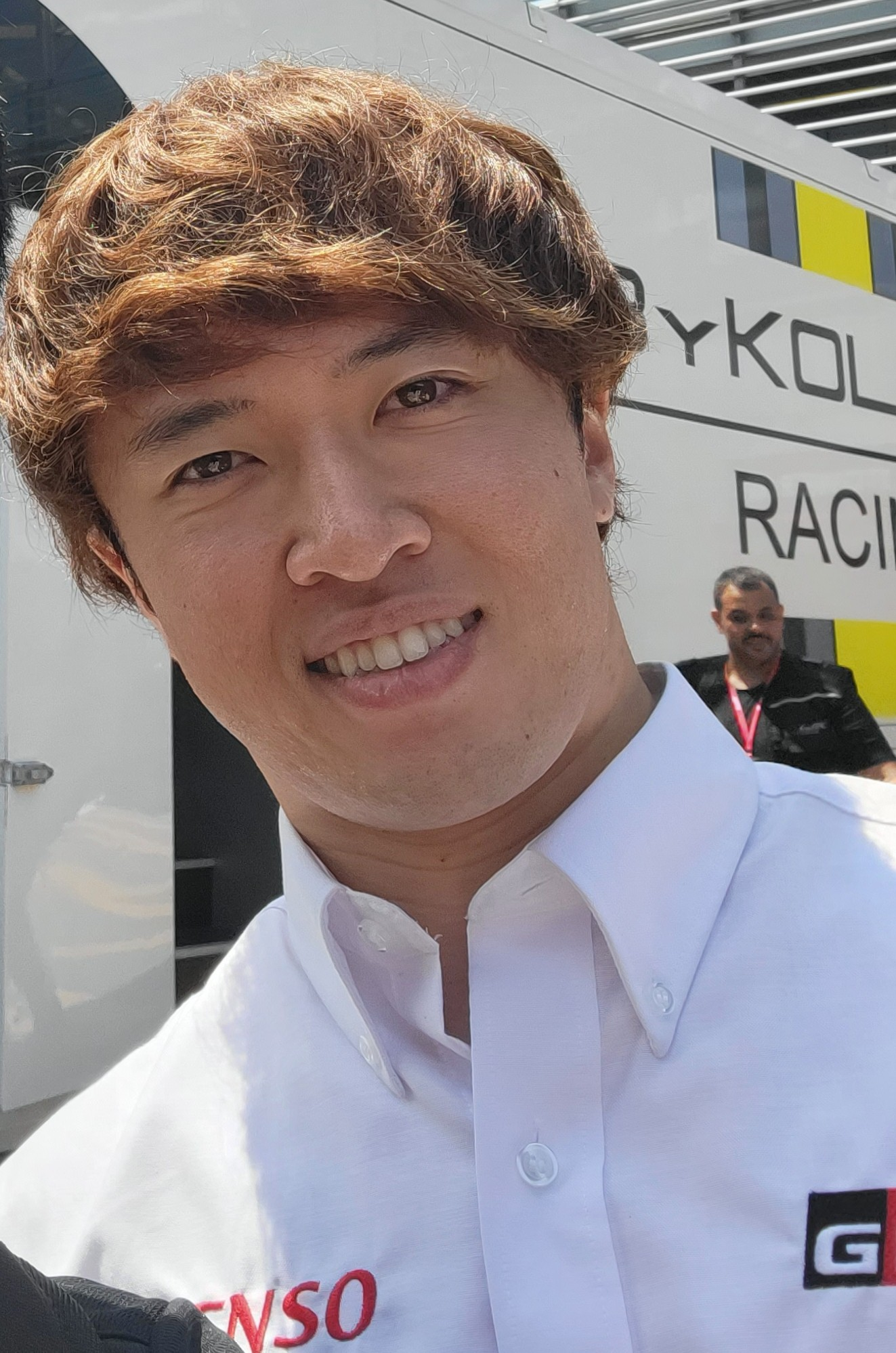
Ritomo Miyata, au volant du Vantelin Team TOM'S, a remporté son premier titre de champion de Super Formula.

Le Championnat japonais de Super Formula 2023 était la cinquante et unième saison du championnat japonais de monoplace, et la onzième sous le nom de Super Formula. Il a débuté en avril 2023 et s'est déroulé sur sept week-ends, comprenant neuf courses. Tomoki Nojiri est entré dans la saison en tant que double champion en titre de la série.

## Équipes et pilotes
Toutes les équipes ont utilisé un châssis SF23 identique construit par Dallara. 2023 était la première saison de ce nouveau châssis. Le SF23 a été construit à partir d'un matériau biocomposite Bcomp visant à réduire les émissions de dioxyde de carbone d'environ 75 pour cent et présentait des caractéristiques aérodynamiques mises à jour visant à réduire l'air turbulent et à promouvoir davantage de courses roue à roue.  Le fournisseur de pneus de série, Yokohama Rubber, a lancé un nouveau « pneu de course neutre en carbone » fabriqué à partir de 33 % de matières premières recyclées et renouvelables. Chaque voiture propulsée par Honda utilisait un moteur Honda HR-417E et chaque voiture propulsée par Toyota utilisait un moteur Toyota TRD-01F.
| equipe                       | moteur | No. | nom                 | manche   |
| ---------------------------- | ------ | --- | ------------------- | -------- |
| Team Mugen                   | Honda  | 1   | Tomoki Nojiri       | 1–3, 5–9 |
| Team Mugen                   | Honda  | 1   | Hiroki Otsu         | 4        |
| Team Mugen                   | Honda  | 15  | Liam Lawson         | 1-9      |
| Kondō Racing                 | Toyota | 3   | Kenta Yamashita     | 1-9      |
| Kondō Racing                 | Toyota | 4   | Kazuto Kotaka       | 1-9      |
| Docomo Team Dandelion Racing | Honda  | 5   | Tadasuke Makino     | 1-9      |
| Docomo Team Dandelion Racing | Honda  | 6   | Kakunoshin Ohta     | 1-9      |
| Kids com Team KCMG           | Toyota | 7   | Kamui Kobayashi     | 1-9      |
| Kids com Team KCMG           | Toyota | 18  | Yuji Kunimoto       | 1-9      |
| ThreeBond Racing,            | Honda  | 12  | Nirei Fukuzumi      | 1-9      |
| docomo business ROOKIE       | Toyota | 14  | Kazuya Oshima       | 1-9      |
| Itochu Enex Team Impul       | Toyota | 19  | Yuhi Sekiguchi      | 1-9      |
| Itochu Enex Team Impul       | Toyota | 20  | Ryō Hirakawa        | 1-9      |
| Vantelin Team TOM’S          | Toyota | 36  | Giuliano Alesi      | 1–5      |
| Vantelin Team TOM’S          | Toyota | 36  | Ukyo Sasahara       | 6–9      |
| Vantelin Team TOM’S          | Toyota | 37  | Ritomo Miyata       | 1-9      |
| P.mu/Cerumo・INGING          | Toyota | 38  | Sho Tsuboi          | 1-9      |
| P.mu/Cerumo・INGING          | Toyota | 39  | Sena Sakaguchi      | 1-9      |
| B-Max Racing                 | Honda  | 50  | Nobuharu Matsushita | 1-9      |
| B-Max Racing                 | Honda  | 51  | Raoul Hyman         | 1-9      |
| TGM Grand Prix               | Honda  | 53  | Toshiki Oyu         | 1–5, 7   |
| TGM Grand Prix               | Honda  | 53  | Hiroki Otsu         | 6        |
| TGM Grand Prix               | Honda  | 53  | Riki Okusa          | 8–9      |
| TGM Grand Prix               | Honda  | 55  | Cem Bölükbaşı       |          |
| TCS Nakajima Racing          | Honda  | 64  | Naoki Yamamoto      | 1–7      |
| TCS Nakajima Racing          | Honda  | 64  | Hiroki Otsu         | 8–9      |
| TCS Nakajima Racing          | Honda  | 65  | Ren Sato            | 1-9      |

### Changement d'équipe
- Red Bull a décidé de se séparer de Team Goh et de transférer ses efforts de parrainage vers l'entrée chez Team Mugen de Lawson. À la suite de la perte de ce parrainage, Team Goh se retrouve dans le doute quant à sa capacité à continuer sa participation au championnat pour 2023.  Servius Japan, l'organisation qui soutient l'équipe, a annoncé plus tard que l'équipe serait renommée TGM Grand Prix et a confirmé qu'ils utiliseraient deux voitures lors de la saison 2023.
- Après avoir joué avec une seule voiture pendant deux saisons, B-Max Racing a décidé de passer à deux voitures pour cette saison.
- ThreeBond, qui a joué un rôle clé en tant que sponsor principal de l'équipe Drago Corse, a acquis l'entrée de l'équipe et a changé son nom pour ThreeBond Racing.

### Changements de pilote
- Le champion Super Formula Lights 2022, Kazuto Kotaka, a été promu en Super Formula en tant que l'un des deux pilotes de Kondō Racing .  Kotaka, qui a piloté la majeure partie de la saison 2021 pour KCMG, a remplacé Sacha Fenestraz , qui a quitté la série pour piloter pour Nissan en Formule E.
- Raoul Hyman a reçu une bourse Honda Super Formula pour avoir remporté le titre du Championnat régional des Amériques de Formule 2022 et a piloté pour B-Max Racing.
- Liam Lawson , pilote de Formule 2 de la FIA et junior Red Bull , a fait ses débuts en Super Formule, remplaçant Ukyo Sasahara au sein de l'équipe Mugen .  Sasahara a accepté plus tard de devenir le moteur de développement du véhicule de recherche et développement propulsé par Toyota de Super Formula.
- Kakunoshin Ohta , finaliste de la Super Formula Lights 2022, a été promu en Super Formula et a fait ses débuts avec Dandelion Racing , en remplacement de Hiroki Otsu , qui n'est pas revenu dans la série.
- Ren Sato, vainqueur de la recrue de l'année 2022, a rejoint Nakajima Racing pour remplacer Toshiki Oyu .  Son coéquipier de l'équipe Goh, Atsushi Miyake, a quitté la série.
- L'équipe nouvellement rebaptisée TGM Grand Prix a signé Toshiki Oyu et la recrue Cem Bölükbaşı , qui ont concouru en Formule 2 en 2022.  Bölükbaşı a été le premier pilote turc à courir dans la série.

### Mi-saison
- Tomoki Nojiri était absent de la quatrième épreuve à Autopolis après avoir reçu un diagnostic de pneumothorax. Il a été remplacé par Hiroki Otsu , 9e au classement avec Team Dandelion en 2022. Nojiri est revenu à la compétition à partir de la cinquième manche.
- Après avoir enregistré des résultats mitigés lors de sa deuxième saison à temps plein, l'équipe TOM'S a opté pour le remplacement de Giuliano Alesi après la cinquième manche. Ukyo Sasahara a pris possession du siège après avoir terminé sixième en 2022 avec l'équipe Mugen.
- Toshiki Oyu a souffert d'une fracture de la clavicule lors de l'entraînement avant la sixième manche. Hiroki Otsu est de nouveau intervenu en tant que pilote de remplacement.
- Après avoir subi une grave chute lors de la course en Super GT à Sportsland SUGO, Naoki Yamamoto a été diagnostiqué avec une vertèbre et une moelle épinière endommagées. Il a raté le programme double de Suzuka lors de sa convalescence. Hiroki Otsu était le pilote remplaçant pour la troisième fois cette saison.
- Avant le dernier week-end de Suzuka, le Grand Prix TGM a annoncé que Toshiki Oyu ne participerait pas au programme double, Riki Okusa étant le pilote de remplacement faisant ses débuts en Super Formula.

## Calendrier des courses
| no | Date       | Circuit                         | Lieu             |
| -- | ---------- | ------------------------------- | ---------------- |
| 1  | 8 avril    | Fuji Speedway                   | Oyama (Shizuoka) |
| 2  | 9 avril    | Fuji Speedway                   | Oyama (Shizuoka) |
| 3  | 23 avril   | Circuit international de Suzuka | Suzuka (Mie)     |
| 4  | 21 mai     | Autopolis                       | Hita (Ōita)      |
| 5  | 18 juin    | Sportsland SUGO                 | Murata (Miyagi)  |
| 6  | 16 juillet | Fuji Speedway                   | Oyama (Shizuoka) |
| 7  | 20 août    | Twin Ring Motegi                | Motegi (Tochigi) |
| 8  | 28 octobre | Circuit international de Suzuka | Suzuka (Mie)     |
| 9  | 29 octobre | Circuit international de Suzuka | Suzuka (Mie)     |

## Résultat des courses
| Manche | Circuit                         | Pole position   | Meilleur tour  | Pilote vainqueur | Écurie gagnante              |
| ------ | ------------------------------- | --------------- | -------------- | ---------------- | ---------------------------- |
| 1      | Fuji Speedway                   | Tomoki Nojiri   | Liam Lawson    | Liam Lawson      | Team Mugen                   |
| 2      | Fuji Speedway                   | Tomoki Nojiri   | Toshiki Oyu    | Tomoki Nojiri    | Team Mugen                   |
| 3      | Circuit international de Suzuka | Toshiki Oyu     | Ritomo Miyata  | Ritomo Miyata    | Vantelin Team TOM’S          |
| 4      | Autopolis                       | Sho Tsuboi      | Sho Tsuboi     | Liam Lawson      | Team Mugen                   |
| 5      | Sportsland SUGO                 | Toshiki Oyu     | Liam Lawson    | Ritomo Miyata    | Vantelin Team TOM’S          |
| 6      | Fuji Speedway                   | Tadasuke Makino | Ryō Hirakawa   | Liam Lawson      | Team Mugen                   |
| 7      | Twin Ring Motegi                | Tomoki Nojiri   | Ryō Hirakawa   | Tomoki Nojiri    | Team Mugen                   |
| 8      | Circuit international de Suzuka | Tomoki Nojiri   | Ritomo Miyata  | Tomoki Nojiri    | Team Mugen                   |
| 9      | Circuit international de Suzuka | Liam Lawson     | Yuhi Sekiguchi | Kakunoshin Ohta  | Docomo Team Dandelion Racing |

## Rapport de saison

### Première moitié
Le championnat de Super Formule 2023 a débuté par un double programme au Fuji Speedway . Le champion en titre de Mugen , Tomoki Nojiri, a pris la pole position pour la première course. Son premier coéquipier, Liam Lawson, a commencé troisième, avec le TGM de Toshiki Oyu entre eux jusqu'à ce que Lawson passe à la deuxième place. Il s'est ensuite arrêté au 21e tour, suivi par Nojiri un tour plus tard. Un arrêt légèrement plus rapide de Lawson et ses pneus déjà en température lui ont permis de prendre la tête. Lawson a ensuite creusé un écart et est devenu le premier pilote à gagner dès ses débuts dans l'histoire de la Super Formule. Le podium a été complété par Ryō Hirakawa d' Impul , qui était parti septième et s'est arrêté tard dans la course pour remonter dans l'ordre, mais une voiture de sécurité tardive a signifié que la course s'est terminée avec prudence, il n'a donc pas pu utiliser pleinement son nouveau pneus.
Nojiri a également décroché la pole position pour la deuxième course du week-end, mais un excellent départ d'Oyu lui a permis de prendre la tête dans le troisième virage. La plupart des voitures se sont arrêtées peu après une voiture de sécurité au dixième tour, où Nojiri a profité de sa position au stand car Oyu a dû le laisser passer avant d'être autorisé à revenir sur la voie rapide. Oyu a tenté une fois de reprendre la tête, mais a ensuite eu du mal à trouver le rythme, permettant à Sho Tsuboi d'INGING de prendre la deuxième place, avant de chuter encore plus loin et de terminer dernier. Lawson a initialement terminé troisième, mais a été frappé d'une pénalité de cinq secondes pour avoir retardé d'autres voitures lorsqu'il a tenté de créer un écart avec Nojiri à l'entrée des stands lorsque Mugen a doublé leurs voitures. Cela a propulsé Kenta Yamashita de Kondō sur son premier podium en trois ans. Nojiri a quitté Fuji en tant que leader du championnat, 14 points devant son coéquipier Lawson.
Vint ensuite la première visite de la saison à Suzuka , où Oyu décrocha la pole position. Il a conservé son avance tandis que Lawson passait de la huitième place à la quatrième place, puis dépassait Nojiri à la troisième place. La plupart des leaders se sont ensuite arrêtés aux stands, mais Oyu a attendu jusqu'au 19e tour, ce qui lui a permis de sortir directement devant Nojiri. Les deux hommes se sont battus dans les premiers virages, avant que Nojiri ne heurte Oyu par l'arrière, forçant les deux voitures à l'abandon. Le pilote TOM'S, Ritomo Miyata et Hirakawa, se sont arrêtés sous la voiture de sécurité qui a suivi, sortant ainsi troisième et quatrième. Leurs pneus plus frais leur ont permis de se battre contre les leaders, Miyata finissant finalement en tête et remportant la course devant Tsuboi, et Hirakawa dépassant Lawson pour la troisième place. Nojiri conservait toujours son avance au championnat, mais Miyata était désormais deuxième, quatre points derrière.
La quatrième manche à Autopolis a débuté avec Tsuboi en pole position. Lawson, deuxième, a d'abord perdu sa position face à Sena Sakaguchi d'INGING , mais s'est arrêté plus tôt que les autres premiers, ce qui lui a permis de dépasser les deux voitures d'INGING. Miyata était le seul autre favori à être encore aux stands et l'a fait alors qu'Oyu et Sakaguchi se sont écrasés pour faire sortir une voiture de sécurité à temps. Lawson et Tsuboi étaient toujours capables de rester devant Miyata, mais Lawson avait de loin les pneus les plus vieux. Une reprise parfaite lui a permis de creuser un écart alors que Miyata tentait de dépasser Tsuboi. Il l'a fait avec trois tours à faire, mais Lawson était alors suffisamment en avance pour assurer la victoire. Nojiri a dû rater le week-end en raison d'un pneumothorax, permettant à Lawson de prendre la tête du classement, à quatre points de Miyata, avec Tsuboi sept points derrière.
Oyu a décroché une autre pole position un mois plus tard à Sportsland Sugo . Il menait Miyata au départ tandis que Tsuboi et Lawson se plaçaient derrière eux. Oyu a alors commencé à lutter pour le rythme, permettant à Miyata de prendre la tête au douzième tour. Tsuboi a suivi alors qu'Oyu perdait le contrôle de sa voiture et s'écrasait. Les stratégies partagées signifiaient que certains pilotes s'arrêtaient tôt et d'autres restaient à l'écart, la première stratégie se révélant clairement la meilleure : Tadasuke Makino de Dandelion a été le premier pilote à rentrer aux stands, ce qui lui a permis de prendre la troisième place. Miyata et Nojiri se sont également arrêtés tôt et ont terminé la course premier et deuxième, tandis que Tsuboi et Lawson ont été parmi les dernières voitures à s'arrêter, étant restés en piste dans l'espoir d'une autre voiture de sécurité. Tous deux n'ont pas pu monter sur le podium, tandis que la victoire de Miyata lui a permis de prendre une avance de douze points au championnat sur Lawson.

### Deuxième mi-temps
Le championnat est revenu au Fuji Speedway pour lancer la seconde moitié de la saison. Makino a battu Lawson en pole position et a conservé son avance au départ. Lawson a fait pression sur Makino, mais n'a pas pu le dépasser sur la route. Il s'est ensuite arrêté un tour plus tôt que le leader et a de nouveau utilisé ses pneus chauds pour prendre la première place, tout comme il l'avait fait contre Nojiri lors de la première course de la saison. Comme la course est restée verte jusqu'à la fin, les pilotes qui ont retardé leur arrêt, menés par Naoki Yamamoto de KCMG , ne lui ont également posé aucun problème. Au final, il a creusé un écart de quatre secondes et s'est imposé confortablement. Miyata était parti cinquième et a dépassé Ren Sato de Nakajima Racing pour la troisième place au 31e tour pour conserver son avance au championnat d'un seul point. Nojiri n'est arrivé que huitième et Tsuboi n'a pas réussi à terminer dans les points.
Mobility Resort Motegi a accueilli la septième manche et Nojiri était de retour en pole position. Kakunoshin Ohta de Dandelion s'est qualifié deuxième, mais a calé au départ. Cela a vu Lawson défier agressivement Nojiri pour la tête dans le deuxième virage, le Néo-Zélandais courant large sur les vibreurs, filant à travers la piste, heurtant Yuhi Sekiguchi d'Impul et Makino et envoyant les deux voitures dans les airs. Une interruption du signal d'alarme a suivi, Makino étant transporté par avion à l'hôpital. Il a pu éviter des blessures graves. Après le redémarrage, la course est restée relativement sans incident, Nojiri menant le peloton après qu'un lent arrêt au stand ait coûté à son plus proche challenger Hirakawa toute chance de victoire. Oyu est arrivé troisième, tandis que Miyata, quatrième, a repris la tête du championnat. La voiture de Lawson a été réparée pendant l'arrêt, mais il n'a pu se classer que 13ème et traînait désormais Miyata de huit points.
Le double final à Suzuka a commencé avec Nojiri prenant une pole position cruciale pour gagner trois points supplémentaires et dépasser Lawson, qui ne pouvait se qualifier que septième. La course a commencé avec Ohta dépassant Makino pour la troisième place, avant d'être arrêté pour une collision massive entre Sasahara et Hiroki Otsu de Nakajima Racing dans la 130R. Otsu essayait de descendre à l'intérieur de Sasahara, ce qui a fait que les deux voitures ont heurté la barrière à grande vitesse. La voiture de Sasahara a été projetée dans la clôture, ce qui a déchiré la voiture en deux. Le châssis a atterri de l'autre côté de la piste, près de Degner 1. Les deux pilotes ont miraculeusement évité de graves blessures, même si Sasahara a subi une commotion cérébrale. Les dégâts sur les barrières étaient trop importants pour relancer la course et la moitié des points ont été attribués. Cela a vu Lawson reculer encore plus dans la lutte pour le titre, tandis que Nojiri s'est rapproché à 6,5 points de Miyata.
Lawson a pris la pole position pour la dernière course de la saison afin de minimiser son écart avec Miyata à douze points. Les chances restaient contre lui, d'autant plus qu'il avait perdu la tête face à Ohta au départ. Miyata est passé en troisième position, capitalisant sur la perte d'élan de Nojiri après avoir également tenté de dépasser Lawson. Miyata a mis la pression sur Lawson, mais savait qu'il n'aurait pas à forcer le mouvement pour remporter le titre. Ohta s'est arrêté plus tard que ses rivaux, est sorti devant et a passé le reste de la course à repousser Lawson avant de finalement remporter sa première victoire. Miyata est revenu à trois secondes de Lawson, sa troisième place étant plus que suffisante pour assurer son premier titre en Super Formule. Nojiri n'a pu se classer que quatrième après un premier relais plus long en attendant une voiture de sécurité et a donc perdu la deuxième place du classement face à Lawson d'un demi-point.
Alors que tout le monde parlait de la bataille entre Nojiri et Lawson dès le premier week-end, Miyata s'est fortement impliqué dans la discussion au cours des tours suivants. Performant lorsqu'il possédait la voiture la plus rapide et continuant à gagner des points forts lorsqu'il ne l'avait pas, le pilote TOM'S a remporté un titre mérité. Pourtant, Lawson a eu une campagne de recrue extrêmement forte qui a fait tourner les têtes, abordant tous les obstacles avec une relative facilité sans le mouvement trop ambitieux sur Nojiri à Motegi qui s'avérerait crucial dans sa campagne pour le titre. Nojiri a quant à lui dû se battre non seulement sur piste, mais aussi hors piste car il a dû se remettre de son pneumothorax qui lui a coûté la chance de concourir à Autopolis. Compte tenu de son état, il a réalisé une saison remarquable pour se rapprocher de son troisième titre consécutif.

## Classement
Points de course
| Position | 1st | 2nd | 3rd | 4th | 5th | 6th | 7th | 8th | 9th | 10th |
| Points   | 20  | 15  | 11  | 8   | 6   | 5   | 4   | 3   | 2   | 1    |

Points de qualification
| Position | 1st | 2nd | 3rd |
| Points   | 3   | 2   | 1   |

### Championnat des pilotes
| Pos | Driver              | FUJ1 | FUJ1 | SUZ1  | AUT   | SUG   | FUJ2 | MOT   | SUZ2 | SUZ2  | Points |
| --- | ------------------- | ---- | ---- | ----- | ----- | ----- | ---- | ----- | ---- | ----- | ------ |
| 1   | Ritomo Miyata       | 52   | 42   | 1     | 2     | 12    | 3    | 4     | 2    | 3     | 114.5  |
| 2   | Liam Lawson         | 13   | 5    | 4     | 12    | 5     | 12   | 133   | 6    | 21    | 106.5  |
| 3   | Tomoki Nojiri       | 21   | 1    | Abd.3 |       | 23    | 8    | 1     | 1    | 43    | 106    |
| 4   | Sho Tsuboi          | Abd. | 2    | 2     | 31    | 7     | 11   | Abd.  | 5    | 5     | 59     |
| 5   | Ryō Hirakawa        | 3    | 21†  | 3     | 5     | 11    | 4    | 2     | 7    | 6     | 58     |
| 6   | Tadasuke Makino     | 14   | 8    | 15    | 6     | 3     | 21   | Abd.  | 43   | 10    | 43     |
| 7   | Kakunoshin Ohta     | 15   | 19   | 17    | 16    | 15    | 63   | Abd.2 | 3    | 12    | 35.5   |
| 8   | Kenta Yamashita     | Abd. | 3    | 5     | 4     | 8     | 17   | 9     | 11   | 9     | 32     |
| 9   | Toshiki Oyu         | 7    | 203  | Abd.1 | Abd.  | Abd.1 |      | 3     |      |       | 22     |
| 10  | Ren Sato            | 6    | 9    | Np.   | 7     | 12    | 5    | 16    | 10   | Abd.  | 17.5   |
| 11  | Kamui Kobayashi     | Abd. | 6    | 14    | 11    | 6     | 9    | 7     | 8    | 17    | 17.5   |
| 12  | Sena Sakaguchi      | 17   | 10   | 6     | Abd.3 | 10    | 10   | 5     | 14   | 11    | 15     |
| 13  | Naoki Yamamoto      | 4    | 15   | 11    | 9     | 13    | 7    | Abd.  |      |       | 14     |
| 14  | Kazuya Oshima       | 9    | 11   | 13    | 12    | 4     | 12   | 8     | 19   | 14    | 13     |
| 15  | Kazuto Kotaka       | 10   | 14   | 7     | 19    | 14    | 14   | 6     | 15   | 12    | 10     |
| 16  | Nirei Fukuzumi      | Abd. | 7    | 10    | 8     | 16    | 16   | 14    | 9    | Abd.  | 9      |
| 17  | Yuji Kunimoto       | 12   | 16   | 16    | 10    | 9     | 15   | 10    | 16   | 8     | 7      |
| 18  | Cem Bölükbaşı       | 8    | 17   | 9     | 15    | 17    | 18   | 11    | 20   | 15    | 5      |
| 19  | Nobuharu Matsushita | 13   | 12   | 12    | Abd.  | Abd.  | 13   | Abd.  | 13   | 7     | 4      |
| 20  | Giuliano Alesi      | Abd. | Abd. | 8     | 13    | Abd.  |      |       |      |       | 3      |
| 21  | Yuhi Sekiguchi      | 11   | 13   | 19    | 18    | Abd.  | 20   | Abd.  | 12   | 16    | 0      |
| 22  | Ukyo Sasahara       |      |      |       |       |       | 19   | 12    | 22   | Forf. | 0      |
| 23  | Riki Okusa          |      |      |       |       |       |      |       | 18   | 13    | 0      |
| 24  | Hiroki Otsu         |      |      |       | 14    |       | 21†  |       | 17   | Forf. | 0      |
| 25  | Raoul Hyman         | 16   | 18   | 18    | 17    | 18    | Abd. | 15    | 21   | 18    | 0      |
| Pos | Driver              | FUJ1 | FUJ1 | SUZ1  | AUT   | SUG   | FUJ2 | MOT   | SUZ2 | SUZ2  | Points |

| Couleur  | Résultat                                                                                         |
| -------- | ------------------------------------------------------------------------------------------------ |
| Or       | Vainqueur                                                                                        |
| Argent   | 2e place                                                                                         |
| Bronze   | 3e place                                                                                         |
| Vert     | Classé dans les points                                                                           |
| Bleu     | Classé hors des points Non classé (Nc.)                                                          |
| Violet   | Abandon (Abd.)                                                                                   |
| Rouge    | Non qualifié (Nq.) Non pré-qualifié (Npq.)                                                       |
| Noir     | Disqualifié (Dsq.)                                                                               |
| Blanc    | Non partant (Np.) Forfait (Forf.) Suspendu (Susp.) Course annulée (A.)                           |
| Gras     | Pole position                                                                                    |
| Italique | Meilleur tour en course                                                                          |
| *        | Le pilote a abandonné mais est classé pour avoir parcouru plus de 90 % de la distance de course. |
| +        | Résultat en course Sprint (si arrivée dans les points).                                          |

### Championnat par équipe
| Pos | Team                         | No. | FUJ1 | FUJ1 | SUZ1 | AUT  | SUG  | FUJ2 | MOT  | SUZ2 | SUZ2  | Points |
| --- | ---------------------------- | --- | ---- | ---- | ---- | ---- | ---- | ---- | ---- | ---- | ----- | ------ |
| 1   | Team Mugen                   | 1   | 2    | 1    | Abd. | 14   | 2    | 8    | 1    | 1    | 4     | 188.5  |
| 1   | Team Mugen                   | 15  | 1    | 5    | 4    | 1    | 5    | 1    | 13   | 6    | 2     | 188.5  |
| 2   | Vantelin Team TOM’S          | 36  | Abd. | Abd. | 8    | 13   | Abd. | 19   | 12   | 22   | Forf. | 109.5  |
| 2   | Vantelin Team TOM’S          | 37  | 5    | 4    | 1    | 2    | 1    | 3    | 4    | 2    | 3     | 109.5  |
| 3   | Docomo Team Dandelion Racing | 5   | 14   | 8    | 15   | 6    | 3    | 2    | Abd. | 4    | 10    | 69.5   |
| 3   | Docomo Team Dandelion Racing | 6   | 15   | 19   | 17   | 16   | 15   | 6    | Abd. | 3    | 1     | 69.5   |
| 4   | P.mu/Cerumo・INGING          | 38  | Abd. | 2    | 2    | 3    | 7    | 11   | Abd. | 5    | 5     | 68     |
| 4   | P.mu/Cerumo・INGING          | 39  | Abd. | 10   | 6    | Abd. | 10   | 10   | 5    | 14   | 11    | 68     |
| 5   | Itochu Enex Team Impul       | 19  | 11   | 13   | 19   | 18   | Abd. | 20   | Abd. | 12   | 16    | 58     |
| 5   | Itochu Enex Team Impul       | 20  | 3    | 21†  | 3    | 5    | 11   | 4    | 2    | 7    | 6     | 58     |
| 6   | Kondo Racing                 | 3   | Abd. | 3    | 5    | 4    | 8    | 17   | 9    | 11   | 9     | 42     |
| 6   | Kondo Racing                 | 4   | 10   | 14   | 7    | 19   | 14   | 14   | 6    | 15   | 12    | 42     |
| 7   | TCS Nakajima Racing          | 64  | 4    | 15   | 11   | 9    | 13   | 7    | Abd. | 17   | Forf. | 31.5   |
| 7   | TCS Nakajima Racing          | 65  | 6    | 9    | Np.  | 7    | 12   | 5    | 16   | 10   | Abd.  | 31.5   |
| 8   | Kids com Team KCMG           | 7   | Abd. | 6    | 14   | 11   | 6    | 10   | 7    | 8    | 17    | 24.5   |
| 8   | Kids com Team KCMG           | 18  | 12   | 16   | 16   | 10   | 9    | 15   | 10   | 16   | 8     | 24.5   |
| 9   | TGM Grand Prix               | 53  | 7    | 20   | Abd. | Abd. | Abd. | 21†  | 3    | 18   | 13    | 20     |
| 9   | TGM Grand Prix               | 55  | 8    | 17   | 9    | 15   | 17   | 18   | 11   | 20   | 15    | 20     |
| 10  | docomo business ROOKIE       | 14  | 9    | 11   | 13   | 12   | 4    | 12   | 8    | 19   | 14    | 13     |
| 11  | ThreeBond Racing             | 12  | Abd. | 7    | 10   | 8    | 16   | 16   | 14   | 9    | Abd.  | 9      |
| 12  | B-Max Racing                 | 50  | 13   | 12   | 12   | Abd. | Abd. | 13   | Abd. | 13   | 7     | 4      |
| 12  | B-Max Racing                 | 51  | 16   | 18   | 18   | 17   | 18   | Abd. | 15   | 21   | 18    | 4      |
| Pos | Team                         | No. | FUJ1 | FUJ1 | SUZ1 | AUT  | SUG  | FUJ2 | MOT  | SUZ2 | SUZ2  | Points |